# Short 330
Short 330 — британский ближнемагистральный турбовинтовой самолёт. Выпускался в пассажирской и грузовых модификациях.
Разработан фирмой «Шорт» (Англия) на базе Short SC.7 Skyvan. Первый полёт совершил в 1974 году.
Short 330 выпускался  серийно в 1974—1984 гг. Всего было построено 136 самолётов в нескольких пассажирских и транспортных модификациях. Самолёт нашёл применение в военно-транспортной авиации ряда стран - как средний транспортный самолёт. Гражданские авиакомпании к 2008г. эксплуатировали 24 самолёта этого типа. К 2011 году в гражданской эксплуатации остаются 15 самолётов, семь из них - в авиакомпании Air Cargo Carriers.

## Конструкция самолёта
Подкосный моноплан с высоким расположением крыла и двухкилевым оперением. Сечение фюзеляжа- квадратное. Отличительная особенность самолёта- расположение всех топливных баков в верхней части фюзеляжа.

## Лётно-технические характеристики
- Размах крыла, м — 22,76
- Длина самолёта, м — 17,96
- Высота самолёта, м — 4,95
- Площадь крыла, м² — 42,10
- Масса, кг
  - пустого самолёта — 6680
  - максимальная взлётная — 10 380
- Топливо, л — 2180
- Тип двигателя — 2 × ТВД Pratt Whitney Canada PT6A-45R
- Мощность, л.с. — 2 × 1200
- Максимальная скорость, км/ч — 440
- Крейсерская скорость, км/ч — 350
- Практическая дальность, км — 515
- Практический потолок, м — 3050
- Экипаж, чел — 2
- Полезная нагрузка — 30 пассажиров

## Аварии и катастрофы
По данным сайта Aviation Safety Network по состоянию на 15 марта 2019 года в общей сложности в результате катастроф и серьёзных аварий были потеряны 23 самолёта Short 330. Short 330 пытались угнать 1 раз, при этом никто не погиб. Всего в этих происшествиях погибли 40 человек.